# Danemark aux Jeux olympiques d'hiver de 1952
Cet article contient des informations sur la participation et les résultats du Danemark aux Jeux olympiques d'hiver de 1952, qui ont eu lieu à Oslo en Norvège. 

## Résultats

### Patinage artistique
| Athlète          | Figures imposées | Libre | Points  | Places | Rang |
| ---------------- | ---------------- | ----- | ------- | ------ | ---- |
| Per Cock-Clausen | 10               | 11    | 133,722 | 112    | 14   |